# المدرسة الوطنية العليا في البيوتكنولوجيا (قسنطينة)
المدرسة الوطنية العليا في البيوتكنولوجيا هي مؤسسة جامعية جزائرية حكومية تقع في مدينة قسنطينة ضمن ولاية قسنطينة.

## روابط خارجية
- الموقع الرسمي